# Mirimordella gracilicruralis
Mirimordella gracilicruralis is een keversoort uit de familie spartelkevers (Mordellidae). De wetenschappelijke naam van de soort is voor het eerst geldig gepubliceerd in 2007 door Liu, Lu & Ren.